# Lorenzo Moretta
Lorenzo Moretta (Genova, 26 settembre 1948) è un medico, immunologo, patologo e accademico italiano.
Per quanto riguarda la sua rilevanza nella comunità scientifica internazionale, basandosi sul numero di citazioni delle pubblicazioni e sull’H-index (Google Scholar o Scopus), è considerato uno degli scienziati italiani più influenti nel campo biomedico.

## Biografia
Laureato in Medicina e Chirurgia con lode nel luglio 1972 presso l’Università degli Studi di Genova, nel 1974 si è specializzato in Microbiologia Medica (Università di Genova) e, nel 1982, in Allergologia e Immunologia Clinica (Università di Firenze).
Ha lavorato negli Stati Uniti presso la University of Alabama di Birmingham (1975 – 1977) in collaborazione con Max Cooper, in Svezia a Stoccolma (1977) in collaborazione con Peter Perlmann, poi in Svizzera (1980 – 1985) presso il Ludwig Institute for Cancer Research di Losanna in qualità di direttore del Laboratorio di Clinical Immunology. In seguito a Genova 1985 – 2000 in qualità di direttore del Laboratorio di Immunologia dell’IRCCS Istituto Nazionale per la Ricerca sul cancro e dal 2000 al 2015 è stato Direttore Scientifico dell’IRCCS G. Gaslini. Dal 2015 dirige l’Area di Immunologia dell’IRCCS Ospedale pediatrico Bambino Gesù (Roma). Dal 2000 è Membro dell'Academia Europaea. Dal 2003 dell'European Molecular Biology Organization (EMBO) e del "Gruppo 2003" (highly cited scientists. Dal 2009 è Socio dell’Accademia Nazionale dei Lincei (Roma). Dal 2010 è Socio Onorario dell'Accademia delle Scienze di Torino e dal 2019 è Socio Onorario dell'Accademia Ligure di Scienze e Lettere.

## Attività di ricerca
Nei primi anni della carriera scientifica Lorenzo Moretta ha scoperto nuovi recettori sui linfociti T umani (recettori FcG e FcM) (1975 – 1977). Tale scoperta ha permesso la prima identificazione di sottopopolazioni T, sulla base di marcatori di membrana, caratterizzate da funzioni distinte. Questi studi hanno aperto la strada ad una nuova era nell’immunologia, con importanti ricadute su malattie immuno-mediate. 
Nei primi anni ’80, grazie alla messa a punto di tecniche di clonazione dei linfociti T e alla produzione e selezione di anticorpi monoclonali, Lorenzo Moretta, in collaborazione con il fratello Alessandro, ha potuto identificare e/o definire la funzione di recettori attivatori espressi dai linfociti T. La scoperta di una nuova tecnica ad altissima efficienza di clonazione dei linfociti T, ha aperto la strada alla definizione della composizione funzionale ed alla precisa correlazione tra fenotipo/funzione di una qualsiasi popolazione T di interesse (ad esempio linfociti T che infiltrano un tumore). Il successo nella clonazione delle cellule NK ha portato alla definizione dei meccanismi alla base della funzione delle cellule NK umane, grazie alla scoperta e caratterizzazione molecolare di una serie di recettori inibitori specifici per molecole HLA di classe I (p58.1, p58.2, p70 ecc.…, in seguito denominati KIR). La seguente scoperta e caratterizzazione molecolare dei principali recettori responsabili dell’attivazione NK (NKp46, NKp44 ed NKp30, denominati collettivamente NCR) ha completato il quadro generale dei meccanismi che controllano la funzione NK e l’uccisione di cellule tumorali. Le conoscenze acquisite sulle cellule NK e sui loro recettori sono alla base di importanti risultati nella cura di leucemie ad alto rischio in pazienti per i quali non sia disponibile un donatore compatibile (40%) che ricevono un trapianto aploidentico (per lo più da genitore) di cellule staminali emopoietiche. Questi studi, realizzati in collaborazione con Franco Locatelli e Alessandro Moretta, hanno avuto notevole successo in pazienti pediatrici con una sopravvivenza superiore al 70%.
In conclusione, le scoperte scientifiche di Lorenzo Moretta e dei suoi collaboratori hanno avuto un notevole impatto sulla ricerca biomedica anche per le importanti applicazioni all’immunoterapia dei tumori solidi e, soprattutto, delle leucemie ad alto rischio e hanno valso al Prof. Moretta premi e riconoscimenti internazionali di notevole prestigio (vedi elenco).
Lorenzo Moretta è stato Professore Ordinario di Immunologia presso l’Università dell’Aquila (1990 – 1991), di Torino, Sede di Novara (ora Piemonte Orientale) (1991 – 1993) e di Patologia Generale presso l’Università di Genova (1993 – 2015). Attualmente, Professore Emerito dell’Università di Genova. È stato Presidente della European Federation of Immunological Societis (EFIS).

## Onorificenze
- Dicembre 2005, Commendatore dell'Ordine al merito della Repubblica italiana per alti meriti scientifici

## Premi e Riconoscimenti
- 1989 - Lyon’s Prize per il miglior contributo italiano all’Immunologia/Oncologia (insieme a R. Foà)
- 1998 - Cancer Research Institute W.B. Coley Award for Distinguished Research in Basic and Tumor Immunology (insieme a K. Kärre e a R. Steinman) (New York) [2]
- 1998 - Biotec Award (insieme a A. Mantovani e E. Pinna) (Siena)[3]
- 1999 - The IInd PISO International Prize for Research (insieme a A.S. Fauci) (Cagliari)
- 2000 - Premio Invernizzi per la Medicina (Milano)[4]
- 2000 - Premio San Salvatore 2000 (Lugano)[5]
- 2001 - Yvette Mayent Prize, Institut Curie (insieme a K. Karre e A. Moretta) (Paris)[6]
- 2001 - Novartis Award for Basic Immunology (insieme a K. Kärre e W. Yokoyama) (Stockholm)[7]
- 2001 - Premio Regionale Ligure (Genova)
- 2002 - Premio Galeno (Milano)[8]
- 2003 - Medaglia “Cristoforo Colombo” per Meriti Scientifici (Genova)
- 2004 - Riconoscimento quale “Eminente Studioso italiano” Università di Genova (highly cited scientist, ISI) (Genova)
- 2006 - Premio “Guido Venosta” (FIRC/AIRC) per la ricerca sul cancro (Roma)[9]
- 2011 - Premio “Delfini d’Argento” (Cascina, Pisa)[10]
- 2014 - Premio “L’altra Italia – Vite da Premio” (Napoli)[11]
- 2015 - Karl Landsteiner Medal of the Austrian Society for Allergology and Immunology (Vienna)[12]
- 2017 - Premio Internazionale Galileo Galilei per le Scienze Mediche (Pisa)[13]

## Opere
“Il laboratorio in Medicina: Immunologia e Immunopatologia” con S. Romagnani.
“I vaccini fanno bene” con G. Forni, A. Mantovani, G. Rezza.

## Pubblicazioni
Lorenzo Moretta è autore di oltre 650 pubblicazioni su riviste internazionali di prestigio. 
Di seguito riportate alcune delle pubblicazioni più rilevanti.
- Moretta, L., Webb, S.R., Grossi, C.E., Lydyard, P.M., Cooper, M.D. 
Functional analysis of two human T cell subpopulations: help and suppression of B cell responses by T cell bearing receptors for IgM or IgG. 
J. EXP. MED. 146:184-200, 1977
- Oldstone, M.B.A., Tishon, A., Moretta, L. 
Active thymus derived suppressor lymphocytes in human cord blood. 
NATURE 269:333-335, 1977
- Moretta, L., Mingari, M.C., Romanzi, C.A. 
Loss of Fc receptors for IgG from human T Lymphocytes exposed to IgG immune complexes. 
NATURE 272:618-620, 1978
- Moretta, A., Pantaleo, G., Moretta, L., Mingari, M.C., Cerottini, J.C. 
Direct demonstration of the clonogenic potential of every human peripheral blood T cells. Clonal analysis of HLA-DR expression and cytolytic activity. 
J. EXP. MED. 157:743-754, 1983
- Mingari, M.C., Gerosa, F., Carra, G., Accolla, R.S., Moretta, A., Zubler, R.H., Waldmann, T.A. and Moretta, L. 
Human IL-2 promotes proliferation of activated B cells via surface receptors similar to those of activated T cells. 
NATURE 312: 641-643, 1984
- Ciccone, E., Pende, D., Viale, O., Di Donato, C., Orengo, A.M., Biassoni, R., 
Verdiani, S., Amoroso, A., Moretta, A., and Moretta, L. 
Involvement of HLA class I alleles in NK cell specific functions: expression of HLA-Cw3 confers selective protection from lysis by alloreactive NK clones displaying a defined specificity (specificity 2). 
J. EXP. MED. 176:963-971, 1992
- Moretta, A., Vitale, M., Bottino, C., Orengo, A.M, Morelli, L., Augugliaro, R., 
Barbaresi, M., Ciccone, E., and Moretta, L. 
P58 molecules as putative receptors for MHC class I molecules in human Natural Killer (NK) cells. Anti-p58 antibodies reconstitute lysis of MHC class I-protected cells in NK clones displaying different specificities. 
J. EXP. MED. 178:597-604, 1993
- Moretta, A., Bottino, C., Vitale, M., Pende, D., Biassoni, R., Mingari, M.C., and Moretta, L. 
Receptors for HLA-class I-molecules in human Natural Killer cells. 
ANNU. REV. IMMUNOL.14:619-648, 1996
- Sivori, S., Vitale, M., Morelli, L., Sanseverino, L., Augugliaro, R., Bottino, C., Moretta, L., and Moretta, A. 
p46, a novel natural killer cell-specific surface molecule which mediates cell activation. 
J. EXP. MED. 186(7):1129-1136, 1997
- Vitale, M., Bottino, C., Sivori, S., Sanseverino, L., Castriconi, R., Marcenaro, E., Augugliaro, R., Moretta, L., and Moretta, A. 
NKp44, a novel triggering surface molecule specifically expressed by activated Natural Killer cells is involved in non-MHC restricted tumor cell lysis. 
J. EXP. MED. 187: 2065-2072, 1998
- Pende, D., Parolini, S., Pessino, A., Sivori, S., Augugliaro, R., Morelli, L., Marcenaro, E., Accame, L., Malaspina, A., Biassoni, R., Bottino, C., Moretta, L., Moretta, A.
Identification and molecular characterization of NKp30, a novel triggering receptor involved in natural cytotoxicity mediated by human natural killer cells.
J. EXP. MED. 190:1505-1516, 1999
- Moretta, A., Bottino, C., Vitale, M., Pende, D., Cantoni, C., Biassoni, R., Mingari, M.C., and Moretta, L. 
Activating receptors and coreceptors involved in the Natural cytolysis.
ANNU. REV. IMMUNOL. 19: 197-223, 2001
- Moretta, A., Bottino, C., Mingari, M.C., Biassoni, R., and Moretta L. 
What is a Natural Killer cell? 
NAT. IMMUNOL. vol.3:6-8, 2002
- Moretta, L., Locatelli, L., Pende, D., Marcenaro, E., Mingari, M.C., and Moretta, A.
Killer ig-like receptor-mediated control of natural killer cell alloreactivity in haploidentical hematopoietic stem cell transplantation.
BLOOD Jan 20;117(3):764-771, 2011
- Uccelli, A., Moretta, L., Pistoia, V. 
Mesenchymal stem cells in health and disease. 
NAT. REV. IMMUNOL. 8:726-736, 2008
- Locatelli, F., Merli, P., Pagliara, D., Li Pira, G., Falco, M., Pende, D., Rondelli, R., Lucarelli, B., Brescia, L.P., Masetti, R., Milano, G.M., Bertaina, V., Algeri, M., Pinto, R.M., Strocchio, L., Meazza, R., Grapulin, L., Handgretinger, R., Moretta, A., Bertaina, A., Moretta, L. Outcome of children with acute leukemia given HLA-haploidentical HSCT after αβ T-cell and B-cell depletion. 
BLOOD 130(5): 677-685, 2017
- Quatrini L., Vacca P., Tumino N., Besi F., Di Pace A.L., Scordamaglia F., Martini S., Munari E., Mingari M.C., Ugolini S., Moretta L.
Glucocorticoids and the Cytokines IL-12, IL-15 and IL-18 Present in the Tumor Microenvironment Induce PD-1 Expression on Human Natural Killer Cells
J ALLERGY CLIN IMMUNOL. 2020 May 14 :S0091-6749(20)30646-1. doi: 10.1016/j.jaci.2020.04.044. Online ahead of print.